# Bigos

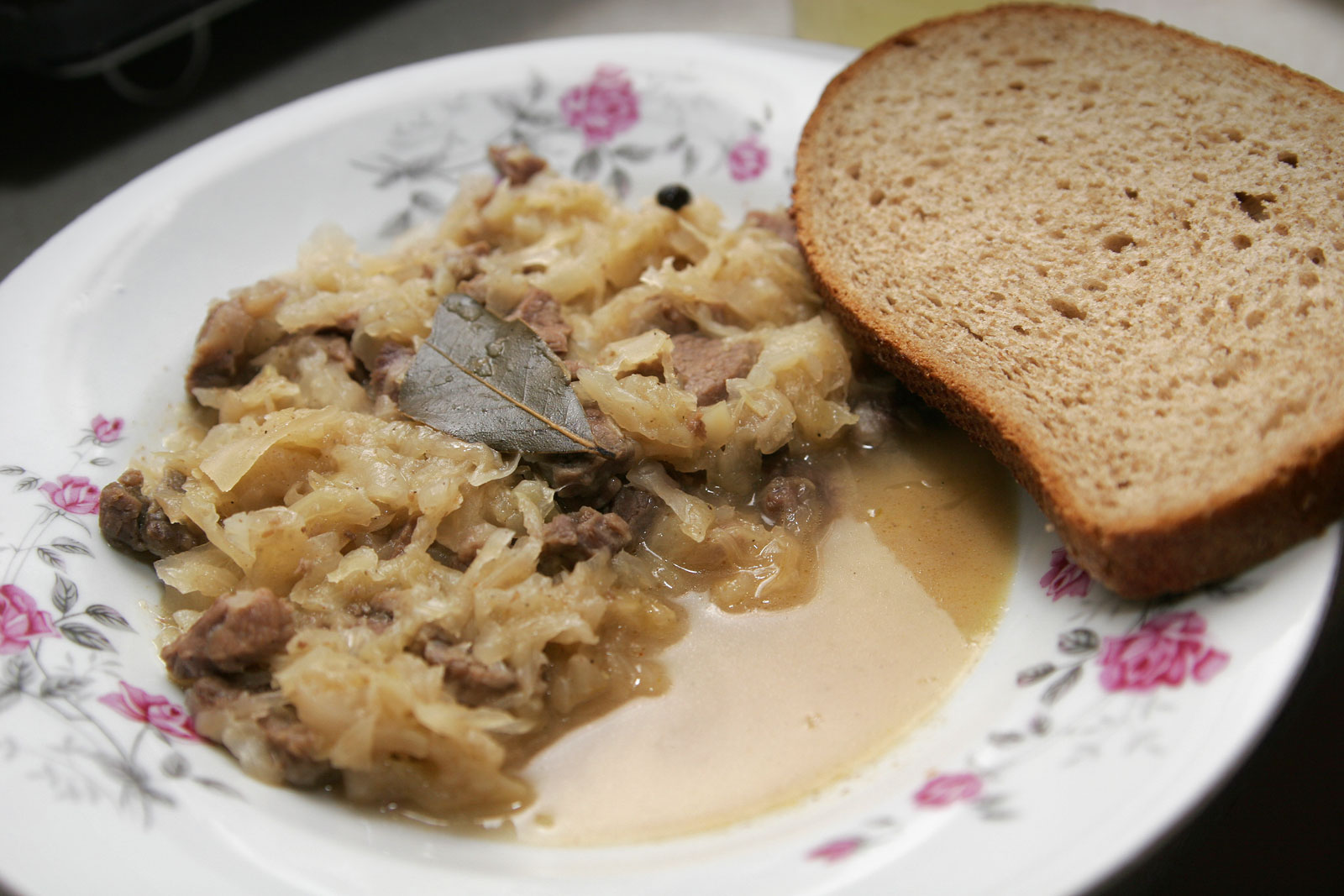
Bigos com pão.

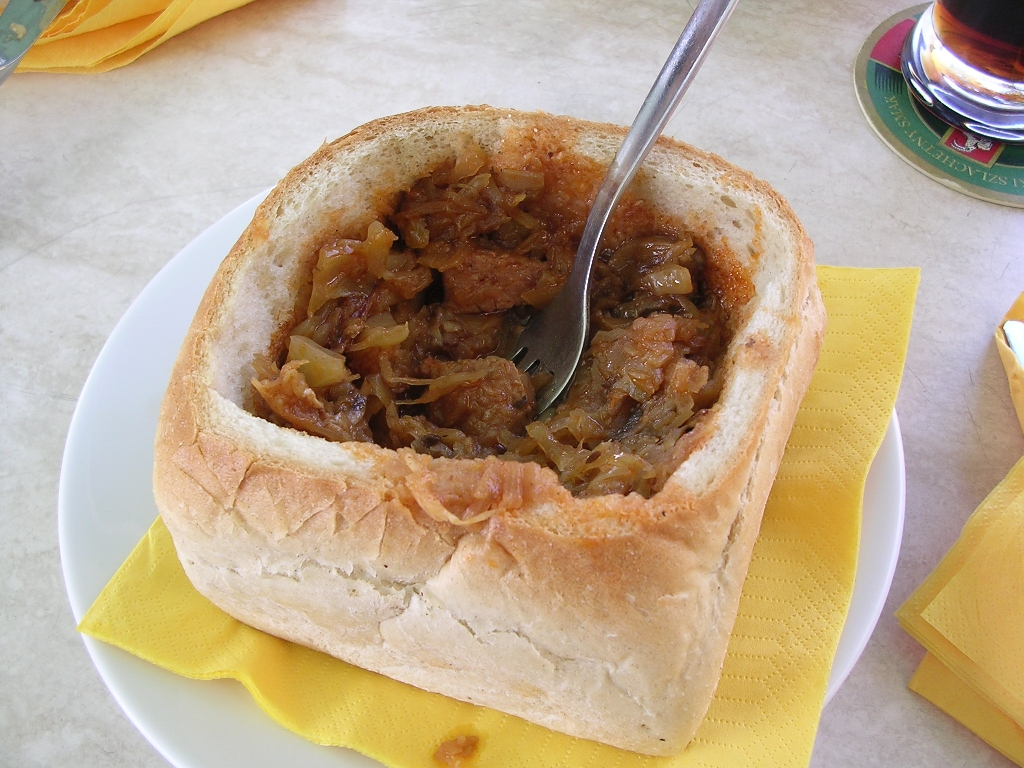
Bigos em pormenor.

O bigos é o prato nacional da Polónia. É  servido como prato único e, conforme a região, prepara-se com couve branca ou chucrute e grande variedade de carnes. A carne de porco pode ser substituída por aves e caça. Por vezes, são usados tomates inteiros ou em polpa, assim como mel e cogumelos. Pode ser temperado e enriquecido com pimenta, louro, malaguetas, ameixas secas, vinho branco e outros ingredientes.
É acompanhado frequentemente com pão de centeio e batatas. 
Na parte oriental da Alta Silésia, costumava-se incluir no bigos batatas e maçãs.
A tradição diz que deve ser servido no dia a seguir ao Natal, 26 de Dezembro.
Tal como outros guisados, o bigos pode ser conservado num local fresco durante vários dias, para ser aquecido mais tarde. Na realidade, quando tal acontece, o sabor intensifica-se. É costume também deixá-lo durar vários dias e ir acrescentando novas carnes, à medida que vão sendo necessárias.

## História
Pensa-se que o bigos terá sido introduzido na Polónia por Ladislau IV, um príncipe lituano que se tornou rei em 1385 e que alegadamente servia este prato aos seus convidados caçadores. Porém, os linguistas polacos relacionam a origem da palavra com a língua alemã e não com a língua lituana, apesar de não existir nenhuma palavra semelhante no Alemão moderno.
Metaforicamente, bigos significa "confusão", em polaco.
Pensa-se que o prato original, no qual o chucrute, o bigos e pratos semelhantes se baseiam, tenha tido origem na Ásia, tendo sido introduzido na Europa por tribos asiáticas invasoras. Existem numerosas variações da receita básica.